# Gschaid bei Birkfeld
Gschaid bei Birkfeld là một đô thị thuộc huyện Weiz thuộc bang Steiermark, nước Áo. Đô thị Gschaid bei Birkfeld có diện tích 15,05 km², dân số thời điểm cuối năm 2005 là 932 người.